# Elaeocarpus arnhemicus
Elaeocarpus arnhemicus är en tvåhjärtbladig växtart som beskrevs av F. Müll.. Elaeocarpus arnhemicus ingår i släktet Elaeocarpus och familjen Elaeocarpaceae. Inga underarter finns listade i Catalogue of Life.